# Rozmierka
Rozmierka (deutsch Rosmierka, 1936–1945 Groß Maßdorf) ist eine Ortschaft in Oberschlesien. Der Ort liegt in der Gemeinde Strzelce Opolskie im Powiat Strzelecki in der Woiwodschaft Oppeln.

## Geographie

### Geographische Lage
Das Angerdorf Rozmierka liegt etwa 18 Kilometer nördlich von der Kreis- und Gemeindestadt Strzelce Opolskie (Groß Strehlitz) und 28 Kilometer östlich von der Woiwodschaftshauptstadt Opole (Oppeln). Der Ort liegt in der Nizina Śląska (Schlesischen Tiefebene) innerhalb der Równina Opolska (Oppelner Ebene).
Rozmierka ist von Waldgebieten umgeben. Südöstlich des Ortes befinden sich die Groß Strehlitzer Kalkwerke.

### Ortsteile
Ortsteil von Rozmierka ist Podborzany (Waldhäuser).

### Nachbarorte
Nachbarorte von Rozmierka sind im Westen Rozmierz (Rosmierz), im Nordwesten Grodzisko (Grodisko), im Norden Jędrynie (Jendrin) und im Süden der Gemeindesitz Strzelce Opolski (Groß Strehlitz).

## Geschichte

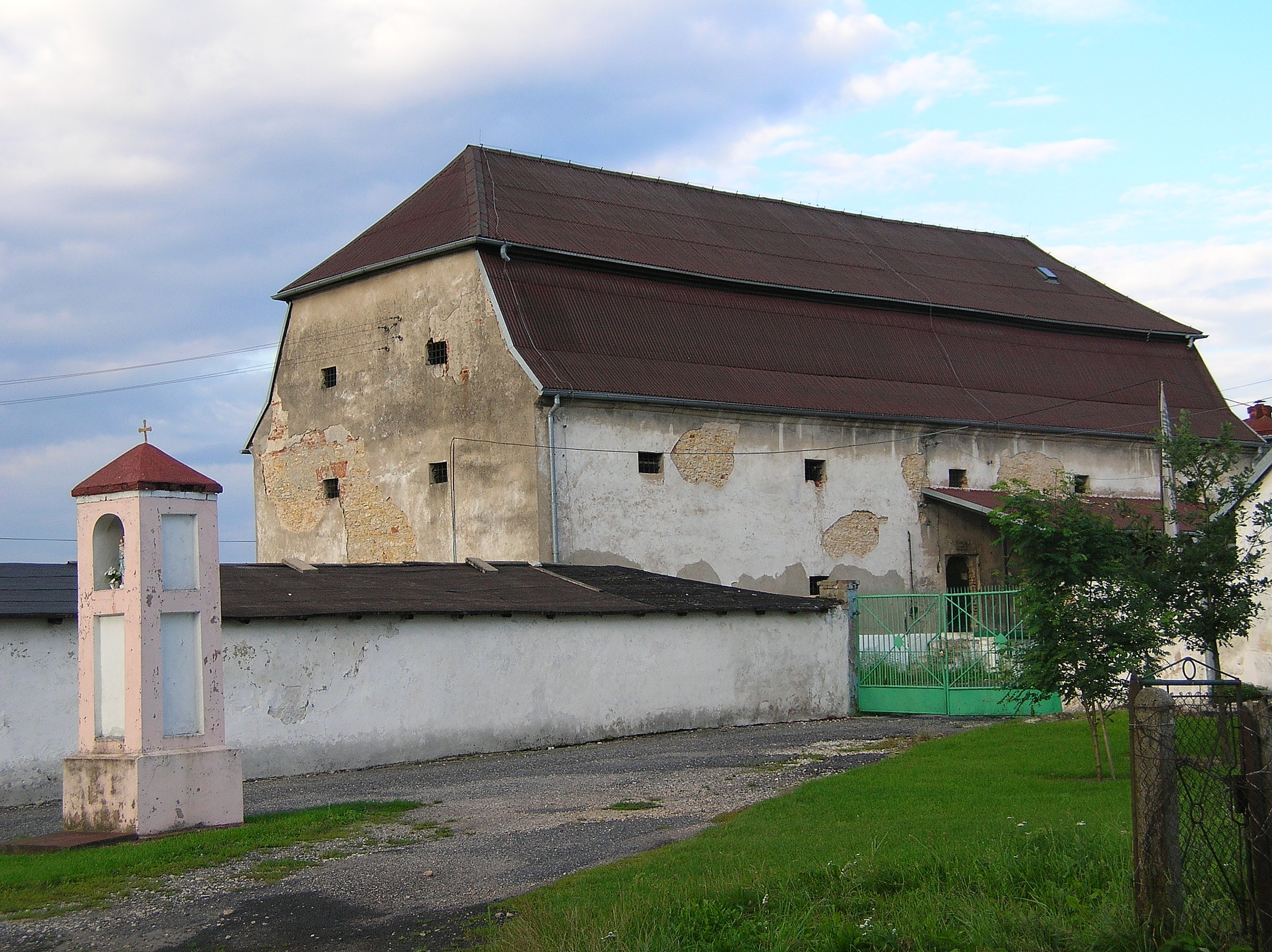
Bildstock und Speicher

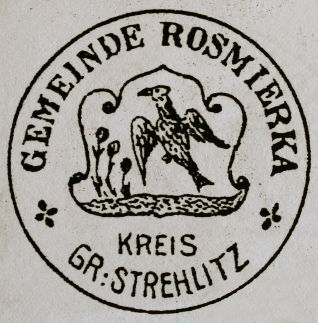
Altes Siegel

Der Ort wurde 1413 erstmals urkundlich erwähnt. 
1736 wurde eine katholische Schule gegründet. 
Nach der Neuorganisation der Provinz Schlesien gehörte die Landgemeinde Rosmierka ab 1816 zum Landkreis Groß Strehlitz im Regierungsbezirk Oppeln. 1832 kam der Ort in den Besitz des Grafen Hyazinth von Strachwitz. 1845 bestanden in Ort ein Vorwerk, eine katholische Schule, eine Wassermühle, ein Sägewerk, eine Brennerei, eine Brauerei sowie 83 Häuser. Im gleichen Jahr zählte Rozmierka 685 Einwohner, davon 10 evangelisch und 5 jüdisch. 1865 hatte der Ort, damals auch Rosmirka geschrieben, 20 Bauern, 22 Gärtner und 29 Häusler. 1874 wurde der Amtsbezirk Kadlub gegründet, welcher die Landgemeinden Grodzisko, Kadlub, Oschiek und Rosmierka und die Gutsbezirke Grodzisko, Kadlub Vorwerk, Oschiek und Schimonia Vorwerk umfasste.
Bei der Volksabstimmung in Oberschlesien am 20. März 1921 stimmten 181 Wahlberechtigte für einen Verbleib bei Deutschland und 315 für Polen. Rosmierka verblieb beim Deutschen Reich. 1933 lebten im Ort 1102 Einwohner. Am 15. April 1936 wurde der Ort in Groß Maßdorf umbenannt. 1939 hatte der Ort 1156 Einwohner. Bis 1945 befand sich der Ort im Landkreis Groß Strehlitz.
1945 kam der bisher deutsche Ort unter polnische Verwaltung und wurde in Rozmierka umbenannt und der Woiwodschaft Schlesien angeschlossen. Von 1945 bis 1954 und von 1973 bis 1975 war Rozmierka Sitz der Gemeinde Rozmierka. 1950 kam der Ort zur Woiwodschaft Oppeln. 1999 kam der Ort zum wiedergegründeten Powiat Strzelecki. Während des ersten Maibaumaufstellens in Rozmierka seit dem Ende des Zweiten Weltkrieges im Mai 2012 wurde das neue Wappen des Ortes vorgestellt. Es enthält Elemente aus dem alten Gemeindesiegel.

## Wappen
Das Wappen, das im Mai 2012 erstmals vorgestellt wurde, zeigt drei Leinenblüten, eine weiße Taube und eine Krone. Die Krone bezieht sich auf den Gutshof und auf die früheren adligen bzw. gräflichen Besitzer des Ortes. Die Leinenblüten und die Taube beruhen auf dem alten Gemeindesiegel. Dies weist auf den landwirtschaftlichen Charakter des Ortes hin.

## Sehenswürdigkeiten
- Römisch-katholische Herz-Jesu-Kirche (poln. Kościół Najświętszego Serca Pana Jezusa)
- Kapelle aus dem 18. Jahrhundert
- Gutshaus/Schloss, erbaut um 1800 im klassizistischen Stil
- Empfangsgebäudes des ehemaligen Bahnhofs
- Bildstock aus dem 19. Jahrhundert
- Wegkreuz aus dem Jahr 1888
- Wegkreuz aus dem 19. Jahrhundert
- Altes Speichergebäude

## Verkehr

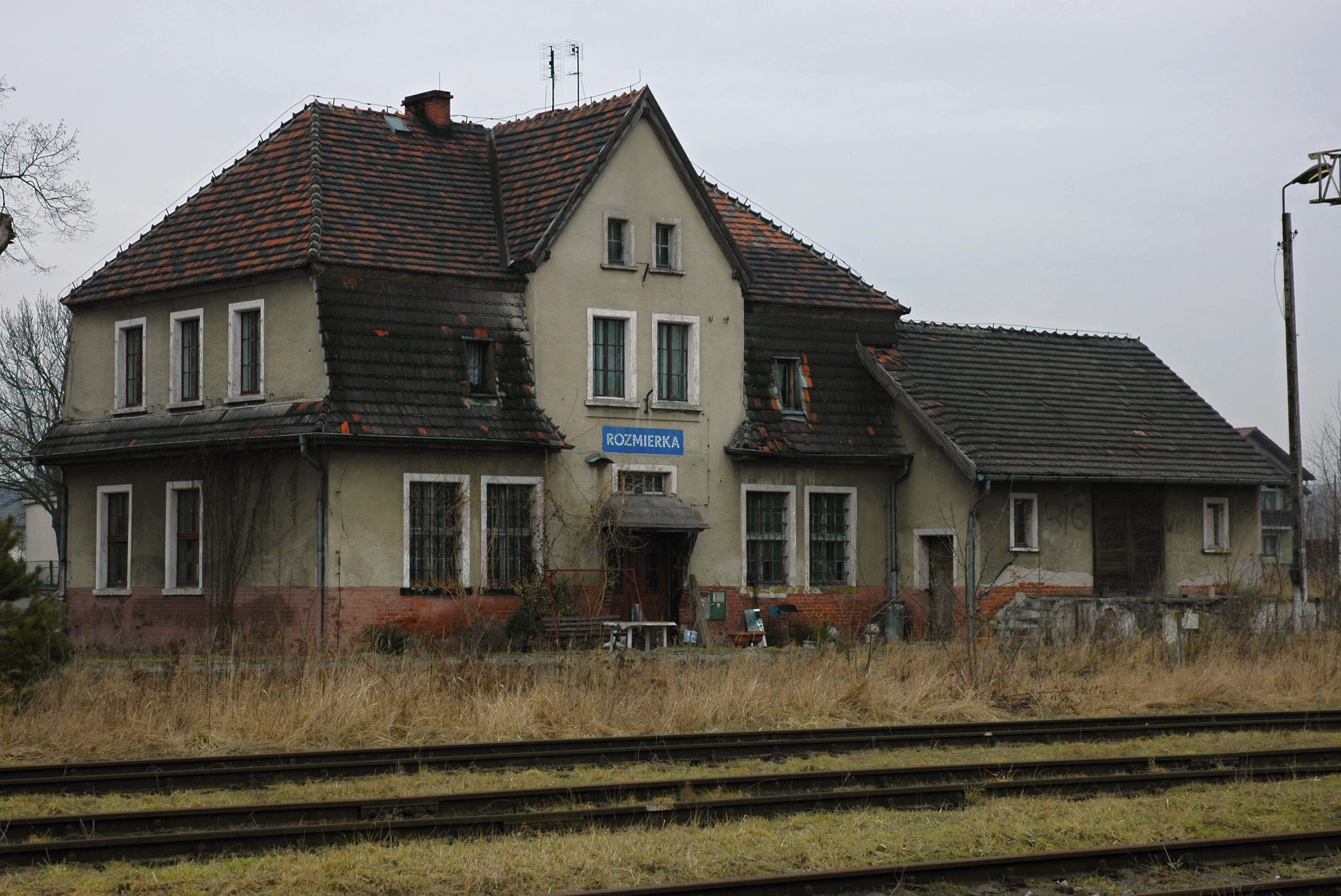
Ehem. Empfangsgebäude Bahnhof Rozmierka

Rozmierka hatte einen Bahnhof an der Bahnstrecke Kędzierzyn-Koźle–Kluczbork.

## Vereine
- Deutscher Freundschaftskreis
- Sportverein LKS Jedność Rozmierka